# Juli Cels (tribú)
Juli Cels (en llatí Iulius Celsius) va ser un tribú militar del segle i.
Va ser condemnat a mort sota l'emperador Tiberi, encara que era un dels seus informadors, i es va trencar el coll amb les cadenes de la presó, per escapar a la desgràcia d'una execució pública.